# Данаиды (род)
Данаиды (лат. Danaus) — род бабочек из семейства нимфалид (Nymphalidae) из подсемейства данаид (Danainae).

## Состав рода
- Danaus cleophile (Godart, 1819) — Ямайский монарх
- Danaus plexippus (Linnaeus, 1758) — Данаида монарх
- Danaus erippus (Cramer, 1780) — Южный монарх
- Danaus ismare (Cramer, 1775))
- Danaus genutia (Cramer, 1779)
- Danaus affinis (Fabricius, 1775)
- Danaus melanippus (Cramer, 1777)
- Danaus petilia (Stoll, 1790)
- Danaus chrysippus (Linnaeus, 1758)
- Danaus dorippus Linnaeus, 1758)
- Danaus eresimus (Cramer, 1777) — Тропическая королева
- Danaus gilippus (Cramer, 1776)

Род ранее делился на три подрода Danaus, Salatura, и Anosia, но после пересмотра подроды были отменены. В то время, как в подрод Danaus входили данаида монарх (Danaus plexippus) и южный монарх (D. erippus), к Salatura — D. ismare, D. genutia, D. affinis и D. Melanippus и к Anosia — D. cleophile, D. Petilia, D. dorippus, D. chrysippus, D. eresimus и D. gilippus.